# Bombus subterraneus
Espèce
Bombus subterraneus est une espèce d'insectes hyménoptères de la famille des Apidae, du genre Bombus (bourdons).

## Liste des sous-espèces
Selon NCBI (14 octobre 2014) :
- sous-espèce Bombus subterraneus dlaborai